# Taras Stepanenko
Taras Stepanenko (en ucraniano: Тарас Миколайович Степаненко; Velika Novosilka, óblast de Donetsk, RSS de Ucrania, 8 de agosto de 1989) es un futbolista ucraniano que juega de centrocampista en el Eyüpspor de la Superliga de Turquía.

## Trayectoria
En mayo de 2010 firmó con el F. C. Shajtar Donetsk. Hizo su debut en julio en la Supercopa de Ucrania, siendo este el primero de los 439 partidos que jugó y el primer título de los veinticinco que ganó. Se marchó el 30 de enero de 2025 tras llegar a un acuerdo para terminar su contrato. Al día siguiente se unió al Eyüpspor para lo que quedaba de temporada y otra más.

## Selección nacional
Fue capitán de la selección de fútbol de Ucrania sub-21.
El 17 de noviembre de 2010 hizo su debut con la selección absoluta ante Suiza en un partido amistoso.

### Participaciones en Eurocopas
| Copa          | Sede     | Resultado        | Partidos | Goles |
| ------------- | -------- | ---------------- | -------- | ----- |
| Eurocopa 2016 | Francia  | Fase de grupos   | 3        | 0     |
| Eurocopa 2020 | Europa   | Cuartos de final | 2        | 0     |
| Eurocopa 2024 | Alemania | Fase de grupos   | 2        | 0     |

## Palmarés

### Títulos nacionales
| Título                  | Club            | País    | Año  |
| ----------------------- | --------------- | ------- | ---- |
| Supercopa de Ucrania    | Shajtar Donetsk | Ucrania | 2010 |
| Liga Premier de Ucrania | Shajtar Donetsk | Ucrania | 2011 |
| Copa de Ucrania         | Shajtar Donetsk | Ucrania | 2011 |
| Liga Premier de Ucrania | Shajtar Donetsk | Ucrania | 2012 |
| Copa de Ucrania         | Shajtar Donetsk | Ucrania | 2012 |
| Supercopa de Ucrania    | Shajtar Donetsk | Ucrania | 2012 |
| Liga Premier de Ucrania | Shajtar Donetsk | Ucrania | 2013 |
| Copa de Ucrania         | Shajtar Donetsk | Ucrania | 2013 |
| Supercopa de Ucrania    | Shajtar Donetsk | Ucrania | 2013 |
| Liga Premier de Ucrania | Shajtar Donetsk | Ucrania | 2014 |
| Supercopa de Ucrania    | Shajtar Donetsk | Ucrania | 2014 |
| Supercopa de Ucrania    | Shajtar Donetsk | Ucrania | 2015 |
| Copa de Ucrania         | Shajtar Donetsk | Ucrania | 2016 |
| Liga Premier de Ucrania | Shajtar Donetsk | Ucrania | 2017 |
| Copa de Ucrania         | Shajtar Donetsk | Ucrania | 2017 |
| Supercopa de Ucrania    | Shajtar Donetsk | Ucrania | 2017 |
| Copa de Ucrania         | Shajtar Donetsk | Ucrania | 2018 |
| Liga Premier de Ucrania | Shajtar Donetsk | Ucrania | 2018 |
| Copa de Ucrania         | Shajtar Donetsk | Ucrania | 2019 |
| Liga Premier de Ucrania | Shajtar Donetsk | Ucrania | 2019 |
| Liga Premier de Ucrania | Shajtar Donetsk | Ucrania | 2020 |
| Supercopa de Ucrania    | Shajtar Donetsk | Ucrania | 2021 |
| Liga Premier de Ucrania | Shajtar Donetsk | Ucrania | 2023 |
| Liga Premier de Ucrania | Shajtar Donetsk | Ucrania | 2024 |
| Copa de Ucrania         | Shajtar Donetsk | Ucrania | 2024 |